# Marks Tey
Pour les articles homonymes, voir Tey.
Marks Tey est un village et une paroisse civile de l'Essex, en Angleterre.
Marks Tey fait partie d'un groupe de villages appelé The Teys, incluant aussi Great Tey et Little Tey.